# Philobrya inconspicua
Philobrya inconspicua är en musselart som beskrevs av Olsson och McGinty 1958. Philobrya inconspicua ingår i släktet Philobrya och familjen Philobryidae. Inga underarter finns listade i Catalogue of Life.